# Escudo (biologia)
Um escudo ou placa (latim scutum, plural: scuta "escudo") é uma placa óssea externa, como o casco de uma tartaruga, a pele de crocodilos e as garras das aves. O termo também é usado para descrever a porção anterior do mesonoto dos insetos, bem como alguns aracnídeos (por exemplo, a família Ixodidae).

## Propriedades

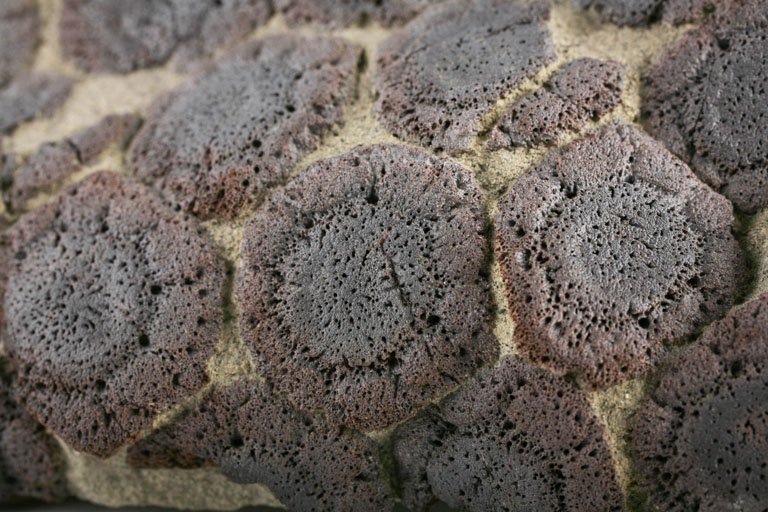
Este detalhe de um Glyptodon exibe seu escudos. Retirado da coleção do Museu infantil de Indianápolis.

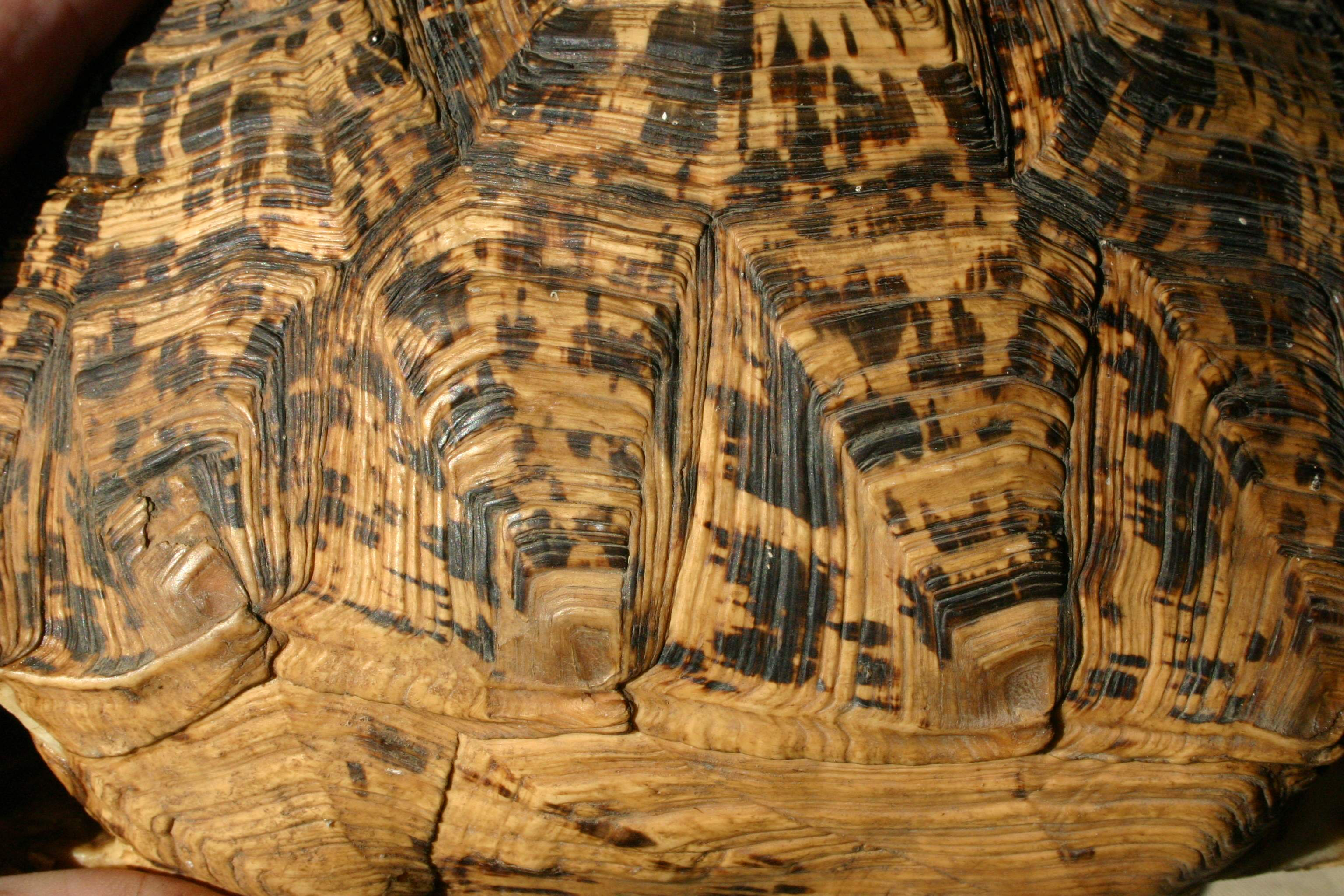
Detalhe dos escudos da Tartaruga-Leopardo

Escudos são similares às escamas e servem à mesma função. Ao contrário das escamas de cobras e lagartos, que são formadas a partir da epiderme, escudos são formados na camada vascular mais baixa da pele, enquanto a porção disposta na epiderme é apenas a superfície do escudo [carece de fontes?]. Devido a sua formação na derme viva, os escudos possuem estrutura semelhante à de um chifre, assemelhando-se a escamas apenas quando vistos de cima. Escudos, normalmente, não se sobrepõem como observado em escamas de cobra (com exceção do pangolim). A camada exterior de queratina é formada individualmente sobre cada peça, ao contrário da camada contínua de pele observada em cobras e lagartos. A base dérmica dos escudos pode conter osso e produzir uma armadura dérmica. Escudos com bases óssea são chamados de osteodermas. Escudos dérmicos também são encontrados nos pés de aves e nas caudas de alguns mamíferos, e acredita-se ser a forma primitiva de armadura dérmica em répteis.
O termo também é usado para descrever a armadura do tatu (dasipodídeos; clamiforídeos) e do extinto Glyptodon, e é ocasionalmente usado como uma alternativa para escamas na descrição de cobras ou de certos peixes, como o esturjão, o sável, o arenque, e menhaden.

## Tartarugas
O casco das tartarugas é coberto por escudos formados principalmente de queratina. Eles são construídos de forma semelhante a chifres, bicos, ou unhas observados em outras espécies.

## Aves
O tarsometatarso e os dedos da maioria das aves são cobertos por dois tipos de escamas. Escudos maiores correm ao longo do dorso do tarsometatarso e dos dedos das garras, enquanto que escudos menores correm ao logo dos lados. Ambas as estruturas possuem homologia histoquímica com escamas de répteis, contudo pesquisas sobre o seu desenvolvimento evolutivo revelaram que as escamas das garras de pássaro evoluíram secundariamente através da supressão do gene de produção de penas. O desbloqueio da supressão do gene resulta no aparecimento de penas, no lugar de escamas, ao longo do tarsometatarso e dedos das garras. Fósseis de espécies de dinossauros que existiram próximas à origem das aves apontam para a existência de "asas nas patas", sugerindo que a aquisição de penas tenha se manifestado no corpo todo, e não isoladamente em algumas partes. A "palma" das garras dos pássaros são cobertas por pequenas estruturas enquilhadas semelhantes a escamas, conhecidas como retículas. Estudos sobre o desenvolvimento evolutivo dessas estruturas revelaram que elas são compostas inteiramente de alfa-queratina (escamas epidérmicas verdadeiras são compostas de uma mistura de queratina alfa e beta). Estes dados têm levado alguns pesquisadores a sugerir que as retículas são, na verdade, penas altamente truncadas.